# Pšičo
Pšičo' (in lingua russa Пшичо) è un centro abitato dell'Adighezia, situato nel Šovgenovskij rajon. La popolazione era di 1.053 abitanti al dicembre 2018. Ci sono 24 strade.